# Jerome Dillon
Jerome Dillon zenész, aki leginkább arról ismert, hogy a Nine Inch Nails industrial rock-zenekar dobosa volt 1999-2005-ig. Azóta megalapította saját zenekarát nearLY néven, amely reminder c. debütáló albumát 2005-ben jelentette meg, illetve kiadtak egy „Straight to Nowhere” c. kislemezt is. 2006 augusztusában egy koncertfelvételeket tartalmazó EP/DVD is megjelent reminder Live címmel.

## Élete
Dillon 1969. július 16-án született az Ohio állambeli Columbusban, és 1987-ig a Northland High School középiskolába járt.
1994-ben csatlakozott a Howlin' Maggie nevű pop-rock zenekarhoz. Annak ellenére, hogy helyi szinten hírnevet szereztek, a csapat végül feloszlott. 1999-ben, amikor családlátogatás céljából Columbusban járt, menedzsere azt tanácsolta neki, hogy vegyen részt egy meghallgatáson Trent Reznor zenekarába, a Nine Inch Nails-be. Reznor akkor már búcsút vett Chris Vrenna dobostól, akivel évekig dolgozott együtt. Dillon így emlékszik: „[A menedzserem] megkérdezte, hogy érdekelne-e, hogy a Nine Inch Nails tagja legyek. Érdekelt volna, hogy „houseboy” legyek a stúdióban.” Dillon mintát küldött a munkájából, és hamarosan kapcsolatba léptek vele, hogy lehetőséget adjanak neki, hogy Reznor előtt is bizonyíthasson. „Azt hittem, mindig ugyanazt kell majd ismételni. Ehelyett beléptem, és inkább csak egy beszélgetés volt a zenekar és köztem. Tetszett nekik a zenei felfogásom, és azt gondolták, hogy ez az új lemezt is jó irányba terelheti.” A The Fragile albumot támogató turnén Dillon lett a zenekar dobosa. Továbbá, Dillon a stúdióban is dolgozott együtt Reznorral olyan kiadványokon, mint a Things Falling Apart, az And All That Could Have Been és a With Teeth.
A With Teeth turnéján Dillon 2005. márciustól szeptemberig volt a zenekar dobosa. A zenekar szeptember 16-án, San Diegóban tartott koncertjén Jerome szabálytalan szívverésre és mellkasi fájdalmakra panaszkodott a koncert negyvenötödik perce körül. Az aznapi előadás korábban ért véget, hogy Dillon megfelelő orvosi ellátásban részesülhessen. Miután egy éjjelt a kórházban töltött, szeptember 19-én, az Arizona állambeli Phoenixben tartott koncertre már visszatért a zenekarhoz. A kezdeti visszatérés ellenére az egészségi problémák továbbra is megnehezítették a koncertezéssel járó kötelezettségek teljesítését, így a turnédobos poszton leváltották Dillont.
2005. október 28-án Dillon bejelentette, hogy nem fog visszatérni a zenekarhoz, egy a weboldalán közzétett üzenet szerint. Ebben az üzenetben és az ezt követő TIMBT-vel készült interjúban azt állította, hogy a végső döntéshez, hogy otthagyja a zenekart, nem egészségügyi gondok vezettek, hanem művészként adódtak nézetbeli különbségek a zenekarral. A zenekarral utoljára október 1-jén, a Kalifornia állambeli Hollywood Bowlban lépett fel.

## Diszkográfia

### nearLY (szóló projekt)
- reminder (2005)
- reminder Live (8 számos live CD/DVD, csak a hivatalos nearLY weboldalon keresztül elérhető) (2006)

### Jerome Dillon közreműködésével készült lemezek
- a Nevermor egy albuma (1987 körül)
- Honeysuckle Strange (Howlin' Maggie, 1996)
- EdgeFest 96 Live (Various Artists, 1996)
- The Fragile (Nine Inch Nails, 1999)
- Things Falling Apart (Nine Inch Nails, 2000)
- Cecil B. Demented OST (2000)
- And All That Could Have Been (Nine Inch Nails, 2002)
- With Teeth (Nine Inch Nails, 2005)
- Amber Headlights (Greg Dulli, 2005)
- Jagged (Gary Numan, 2006)

### További szereplések
- And All That Could Have Been DVD (Nine Inch Nails, 2002)
- arhythmiA: Drums & Drones (CD-ROM, Sony, 2004)

## Külső hivatkozások
- Jerome Dillon hivatalos weboldala Archiválva 2006. július 20-i dátummal a Wayback Machine-ben
- nearly.net
- Jerome Dillon interjú a TIMBT-vel
- And All That Could Have Been
- Nine Inch Nails